# Wydział Teatralny Akademii Sztuk Scenicznych w Pradze
Wydział Teatralny Akademii Sztuk Scenicznych w Pradze (cz. Divadelní fakulta Akademie múzických umění, DAMU) – wydział Akademii Sztuk Scenicznych w Pradze.

## Dziekani
- Jiří Frejka

## Absolwenci
- Josef Abrhám
- Josef Bláha
- Jiřina Bohdalová
- Jana Březinová
- Ivana Chýlková
- Oldřich Daněk
- Václav Erben
- Iva Hercíková
- Eva Holubová
- Rudolf Hrušínský młodszy
- Svatava Hubeňáková
- Jiří Lábus
- Stanislav Litera
- Jana Paulová
- Jaroslav Satoranský
- Leoš Suchařípa
- Jan Švankmajer – lalkarstwo
- Jaroslava Tichá
- Marie Tomášová
- Šárka Ullrichová
- Oldřich Vízner

## Studenci
- Petr Kostka
- Jiří Macháček
- Gabriel Gietzky